# Venera 8
Venera 8 (en rus: Венера-8, que vol dir Venus 8; anomenada pel fabricant com 3V (V-72)) era una sonda del programa soviètic Venera dedicat a l'exploració de Venus.
La Venera 8 era una sonda preparada per estudiar l'atmosfera de venus durant el descens amb capacitat per aterrar a la superfície.
La instrumentació bàsica registrava la temperatura i la pressió, però també anava equipada amb altres sensors lleugers com un altimetre, un espectròmetre de raig gamma, un analitzador de gasos, i transmissors de radio.
Aquest giny va trigar 117 dies a arribar a Venus amb una sola correcció de trajectòria el 6 d'abril de 1972. Es va separar del cos principal (que contenia un detector de rajos còsmics, un detector de vent solar, i un espectròmetre ultraviolat) i va entrar a l'atmosfera de Venus el 22 de juliol de 1972 a 08:37 UT. Abans de l'aterratge, es va emprar un sistema de refrigeració, contingut a cos principal, per refredar al màxim la càpsula de descens i així prolongar la seva vida útil a la superfície del planeta. Fent servir tècniques d'aerofrenat durant el descens, es va reduir la velocitat de la sonda de 41.696 km/h a aproximadament 900 km/h. Adicionalment, un paracaigudes de 2,5 metres de diàmetre es va obrir a una altitud de 60 km.
La Venera 8 va transmetre dades durant tot el seu descens cap a la superfície de Venus. Es va detectar una forta disminució de la il·luminació entre els 30 i 35 km d'altitud, amb velocitats dels vents de menys d'1 km/s per sota dels 10 km. La Venera 8 aterrà a les 09:32 UT en el que es coneix com la regió de Vasilisa, dins d'un radi de 150 km del punt 10.70°S 335.25°E, a plena llum  del dia, a uns 500 km del terminador solar. En el moment de l'aterratge, la massa de la nau era de 495 kg. Després de l'aterratge, la sonda continuà enviant dades durant 50 minuts i 11 segons, abans de fallar a causa de les duríssimes condicions de la superfície. La sonda va confirmar les dades anteriors de temperatura i pressió a la superfície de Venus (470 graus Celsius, 90 atmosferes) que havia enviat la missió Venera 7. També va confirmar que la quantitat de llum a la superfície era adequada per a la fotografia, essent aquesta semblant a la de la terra en un dia ennuvolat (amb una visibilitat de més o menys 1 km).
El fotòmetre de la Venera 8 va mostrar per primer cop que els núvols de Venus s'acabaven a una altitud elevada, i l'atmosfera era relativament neta i clara d'allà fins a la superfície. L'espectròmetre de raig gamma va mesurar la proporció d'urani-potassi-tori de les roques de la superfície, esbrinant que era similar al del basalt alcalí.

## Sensors
- Sensors de temperatura i pressió - ITD
- Acceleròmetre - DOU-1M
- Fotòmetres - IOV-72
- Analitzador d'amoníac - IAV-72
- Espectròmetre de raig gamma - GS-4
- Altimetre radar
- Experiment de "Radio Doppler"